# Fiona Avery
Pour les articles homonymes, voir Fiona et Avery.
Fiona Kay Avery (13 septembre 1974) est une éditrice américaine de comics et de télévision.
Une partie de son œuvre poursuit des univers établis par Joe Michael Straczynski. Elle est ainsi engagée comme éditrice de référence pour la cinquième saison de Babylon 5, les produits dérivés (romans principalement) et sa série dérivée 2267, ultime croisade (Crusade), chargée d'éviter les erreurs de continuité.
Après l'annulation de Crusade, elle se tourne vers les comics et travaille pour les éditeurs Marvel et Top Cow. Chez Top Cow, elle a poursuivi à travers trois séries dérivées le Rising Stars de Straczynski. Chez Marvel, elle a écrit quelques numéros de The Amazing Spider-Man et de séries X-Men. Dans l'univers de Spider-Man, elle crée le personnage d'Araña, et obtient une série propre à ce personnage Araña: The Heart of the Spider.